# 近藤あさみ
近藤 あさみ（こんどう あさみ、2000年2月4日 - ）は、日本のグラビアアイドル、元ジュニアアイドル。兵庫県出身。バンビーナ所属（株式会社ドリームキッズ・バンビーナ事業部）。

## 略歴
いもうとシスターズのメンバーで関西2期生。主にイメージビデオ媒体で活動する。ジュニアアイドルを経て、グラビアアイドルとして活動。
2021年5月、週刊プレイボーイ選定・グラドルちっぱい番付において東の大関に選出。バストサイズを78センチAカップと公表した。

## 人物
趣味はマンガを読むこと、特技は縄跳び。運動全般は苦手としている。
バストサイズはAだが、合うサイズがないことから普段はパッドを入れBカップのブラを付けている。
あさみさんは友達、ファン、家族を愛しており、人々に親切になりたいと思っています。彼女の家族には、おじいちゃん、弟、お母さん、お父さんがいます。彼女のペットは犬のココちゃんです。

## 作品

### イメージビデオ
- 純真無垢 〜ホワイトレーベル〜 近藤あさみ（2011年8月25日、アイマックス）
- 純真無垢 〜ホワイトレーベル〜 近藤あさみ Part2（2011年10月10日、アイマックス）
- ニーハイコレクション 〜絶対領域〜 近藤あさみ（2011年12月22日、アイマックス）
- いもうと目線 あさみとふたりっきり 目線をそらすな、ボクの妹…（2012年1月15日、アイマックス）
- 純真無垢 〜ホワイトレーベル〜 近藤あさみ Part3（2012年3月25日、アイマックス）
- VISITOR（2012年5月31日、大洋図書・ワイレア出版）
- 純真無垢 特別編 〜アニま〜る〜 近藤あさみ（2012年7月10日、アイマックス）
- 恋愛パルス（2012年8月31日、大洋図書・ワイレア出版）
- 夏少女 近藤あさみ（2012年9月25日、アイマックス）
- 夏少女 近藤あさみ Part2 〜夏の思い出〜（2012年11月25日、アイマックス）
- 天真爛漫 近藤あさみ（2013年1月15日、アイマックス）
- Gift（2013年2月28日、大洋図書・ワイレア出版）
- うぶ 近藤あさみ （2013年3月25日、アイマックス）
- いもうと目線 あさみとふたりっきり 目線をそらすな、ボクの妹… Part2（2013年4月10日、アイマックス）
- しまコレ 〜しましまコレクション〜 近藤あさみ（2013年4月25日、アイマックス）
- ニーハイコレクション 〜絶対領域〜 近藤あさみ Part2（2013年5月25日、アイマックス）
- Asami Best Selection（2013年6月30日、大洋図書）
- 天真爛漫 近藤あさみ Part2（2013年7月25日、アイマックス）
- いもうと目線 あさみとふたりっきり 目線をそらすな、ボクの妹… Part3（2013年7月25日、アイマックス）
- 夏少女 近藤あさみ Part3 〜あさみの夏〜（2013年9月10日、アイマックス）
- 天真爛漫 近藤あさみ Part3（2013年11月10日、アイマックス）
- いもうと目線 あさみとふたりっきり 目線をそらすな、ボクの妹… Part4（2013年11月25日、アイマックス）
- ニーハイコレクション 〜絶対領域〜 近藤あさみ Part3（2014年1月15日、アイマックス）
- 天真爛漫 近藤あさみ Part4（2014年3月10日、アイマックス）
- 常夏パラダイス 近藤あさみ（2014年4月10日、アイマックス）
- 常夏パラダイス 近藤あさみ Part2（2014年6月10日、アイマックス）
- 常夏パラダイス 近藤あさみ メイキング編（2014年6月25日、アイマックス）
- あさみ日和 近藤あさみ（2014年7月25日、アイマックス）
- いもうと目線 あさみとふたりっきり 目線をそらすな、ボクの妹… Part5（2014年8月25日、アイマックス）
- ニーハイコレクション 〜絶対領域〜 近藤あさみ Part4（2014年9月10日、アイマックス）
- 天真爛漫 近藤あさみ Part5（2014年11月10日、アイマックス）
- いもうと目線 あさみとふたりっきり 目線をそらすな、ボクの妹… Part6（2014年11月25日、アイマックス）
- 天真爛漫 近藤あさみ Part6（2015年1月15日、アイマックス）
- ニーハイコレクション 〜絶対領域〜 近藤あさみ Part5（2015年2月10日、アイマックス）
- 天真爛漫 近藤あさみ 特別編（2015年4月10日、アイマックス）
- 天真爛漫 近藤あさみ Part7（2015年6月10日、アイマックス）
- 近藤あさみ ふたりきり（2015年8月10日、アイマックス）
- 夏少女 近藤あさみ Part4（2015年10月10日、アイマックス）
- ニーハイコレクション ～絶対領域～ 近藤あさみ　Part6（2016年2月25日、アイマックス）
- フレッシュアイドル SHOW CASE 美少女ツアー2016 vol.01（2016年3月25日、アイファクトリー、単独作品ではない）
- ニーハイコレクション ～絶対領域～ 近藤あさみ Part7（2016年4月25日、アイマックス）
- フレッシュアイドル SHOW CASE 美少女ツアー2016 vol.02（2016年4月25日、アイファクトリー、単独作品ではない）
- フレッシュアイドル SHOW CASE 美少女ツアー2016 vol.03（2016年5月25日、アイファクトリー、単独作品ではない）
- 天真爛漫 近藤あさみ Part8（2016年6月10日、アイマックス）
- フレッシュアイドル SHOW CASE 美少女ツアー2016 vol.04（2016年7月25日、アイファクトリー、単独作品ではない）
- 天真爛漫 近藤あさみ Part9（2016年8月10日、アイマックス）
- フレッシュアイドル SHOW CASE 美少女ツアー2016 vol.05（2016年8月25日、アイファクトリー、単独作品ではない）
- フレッシュアイドル SHOW CASE 美少女ツアー2016 vol.06（2016年9月25日、アイファクトリー、単独作品ではない）
- ニーハイコレクション ～絶対領域～ 近藤あさみ Part8（2016年10月10日、アイマックス）
- 天真爛漫 近藤あさみ Part10（2016年12月20日、アイマックス）
- 美少女学園 ～新章～ （2018年4月25日、ウーノ）
- ニーハイコレクション ～新章～ 近藤あさみ（2018年6月25日、フェイス）[9]
- 純真無垢～新章～ （2018年8月25日、ウーノ）
- ニーハイコレクション ～新章～ 近藤あさみ Part2（2018年10月25日、フェイス）[10]
- シースルー学園 vol.2 近藤あさみ（2018年12月22日、フェイス）
- ニーハイコレクション ～新章～ Part3（2019年2月25日、フェイス）
- ニーハイコレクション ～新章～ Part4（2019年4月25日、フェイス）
- 純真無垢 ～新章～ 近藤あさみ Part2（2019年6月25日、フェイス）[11]
- あさみ日和 ～新章～（2019年8月25日、フェイス）[12]
- ニーハイコレクション ～新章～ 近藤あさみ Part5（2019年10月25日、フェイス）
- 君にアプローチ（2019年12月20日、フェイス）[13][14]
- コイビトツナギ （2020年2月25日、フェイス）
- 恋活 近藤あさみ（2020年4月25日、フェイス）
- 会いにいくよ （2020年8月25日、フェイス）[15]
- いっしょの時間（2020年10月25日、フェイス）[16]
- シースルー学園 vol.3 近藤あさみ Part2（2020年12月25日、フェイス）[17]
- 近藤あさみの恋愛クリニック 近藤あさみ（2021年2月25日、フェイス）
- スゥイートライフ 近藤あさみ（2021年5月27日、フェイス）
- いつもあさみと（2021年8月25日、フェイス）
- もっと恋して 近藤あさみ（2021年11月25日、フェイス）
- ニーハイコレクション ～新章～ Part6（2022年1月25日、フェイス）
- 君だけを見つめたい（2022年4月25日、フェイス）
- ニーハイコレクション ～新章～ Part7（2022年6月25日、フェイス）
- あさみ日和 ～新章～ Part2 近藤あさみ（2022年8月25日、フェイス）
- 純真無垢 ～新章～ Part3 近藤あさみ（2022年11月25日、フェイス）
- あさみ日和 ～新章～ Part3 近藤あさみ（2023年2月25日、フェイス）
- あさみのしずく（2023年5月25日、フェイス）
- 君との時間（2023年7月25日、フェイス）
- ゆったり。 近藤あさみ （2023年9月25日、フェイス）
- あさみについて （2023年12月20日、フェイス）
- あさみの秘密旅行（2024年3月25日、フェイス）
- ニーハイコレクション ～新章～ Part8（2024年6月25日、フェイス）
- 夏恋日和 （2024年9月25日、フェイス）
- たおやかな君 （2024年12月20日、フェイス）
- 教えて！あさみ先生 （2025年3月25日、フェイス）
- 癒してあげる！ （2025年6月25日、フェイス）

## 書籍

### 写真集
- LOVE AFFAIR（2020年7月28日、アイドルヴィレッジ、撮影：田口まき）ISBN 978-4909837714

### モデル
- 気だるげな少女 そんな目で見つめられたら（2018年10月29日、玄光社、撮影：須崎祐次）
- 百合写真集 オンナノコたちのヒミツ（2019年3月4日、一迅社、撮影：須崎祐次）

### 雑誌
- 株式会社 メディア・パル「ドリームガールズ」
- Cream 2015年10月号[18]